# 赫特科納 (印第安納州)
赫特科納（英語：Hirt Corner）是位於美國印第安納州克萊縣的一個非建制地區。該地的面積和人口皆未知。

## 地理
赫特科納的座標為39°28′25″N 87°00′53″W / 39.47361°N 87.01472°W，而該地的平均海拔高度為191米（即627英尺）。